# Lennox Kilgour
Lennox Stanislaus Kilgour (ur. 15 kwietnia 1927 w Saint James, zm. w 2004) – trynidadzko-tobagijski sztangista. Brązowy medalista olimpijski z Helsinek.
Brał udział w dwóch igrzyskach (IO 52, IO 56). W 1952 zajął drugie miejsce w wadze półciężkiej, cztery lata później był siódmy. Zajmował drugie miejsce na igrzyskach panamerykańskich w 1951, a także w Igrzyskach Wspólnoty Brytyjskiej w 1954.